# Lampetis cupreopunctata
Lampetis cupreopunctata es una especie de escarabajo del género Lampetis, familia Buprestidae. Fue descrita científicamente por Schaeffer en 1905.
Mide 16.5-22 mm. Se encuentra en América Central y del Norte.